# Porus (série télévisée)
 (juin 2018).
- Si vous ne connaissez pas le sujet, laissez ce bandeau (vous pouvez alors contacter les auteurs).
- Si vous supprimez le contenu mis en cause (vous pouvez préalablement contacter les auteurs),

argumentez précisément cette suppression dans la page de discussion
(un manque de référence n'est pas un argument ; une recherche réelle de référence doit avoir été effectuée, être formellement documentée).
Pour les articles homonymes, voir Porus (homonymie).
Pour plus de détails, voir Fiche technique et Distribution.
Porus est une série télévisée historique et dramatique basée sur la vie du guerrier indien Purushottam, le roi des Paurava, et sur celle d'Alexandre le Grand, roi de Macédoine et conquérant de la Grèce antique.
La série a été créée par Siddharth Kumar Tewary, directeur principal de Swastik Pictures Production. C'est la série la plus onéreuse de la télévision indienne avec un budget d'environ 80 millions de dollars américains. La langue originale est l'hindi mais les droits ont été vendus au Sri Lanka, en Thaïlande, au Cambodge, au Myanmar, au Laos, en Malaisie et au Vietnam, avec des doublages dans d'autres langues.

## Synopsis

### L'histoire dePurushottam
En l'an 350 av. J.-C., l'Inde était appelée le Bruant d'or (Sone ke chidiya).
Les Indiens étaient prospères et l'or était troqué en plein air. Un commerçant persan, Darius III, avec son compagnon Muashiz, envahit l'Inde dans l'espoir de la conquérir. En raison de la rivalité acharnée entre Pauravas et Takshila, le roi de Pauravas, Bamni offre à Anusuya, princesse de Taxhila,, de l'épouser pour établir la paix. Anusuya consentit  mais il sera révélé plus tard que Bamni s'était vengé de l'humiliation subie par son frère, Amatya Shivdutt, de la part du roi de Takshila, Raja Ambhi. Il quitte donc Anusuya. Mais les choses s'arrangent et Bamni et Anusuya s'unissent. Pendant ce temps, Darius III et son assistant Mazeus continuent à comploter pour établir des relations d'affaires avec Pauravas, et finalement le gouverner, mais Anusuya les arrête. Ainsi, Darius fait équipe avec Ambhi pour humilier Bamni et fait chanter Anusuya pour couper laa  chevelure de Bamni, en échange de sa vie de Bamni et de celle de son enfant à naître.  
Shivdutt accuse Anusuya d'avoir trahi Bamni et tente de la tuer ; mais elle est sauvée par Ripudaman (le commandeur de Pauravas)  qui connaît la vérité. Par la suite, Anusuya donne naissance au bébé, cachée dans un puits. Pour finir,, Shivdutt pousse Anusuya et son bébé, Purushottam, dans une cascade, et les deux sont présumés morts. Mais Ripudaman parvient à sauver le bébé et réussit à quitter Paurav Kingdom avec sa famille. Il se réfugie dans la société de Dasyu et élève le bébé, lui donnant le nom de Puru et vivant comme le commandeur de Dasyus, sous le nom de Sajjan Singh.
20 ans plus tard, Puru et ses compagnons Hasti et Rishi pillent un vaisseau perse où Puru trouve des esclaves destinés à être vendus à la Perse. Afin de ramener ces esclaves chez eux, Puru se rend au royaume de Purav. Dans ce royaume , Puru fait face à l'autre fils du roi Bamni, Yuvraj Kanishk et à Shivdutt quand ceux-ci viennent prendre des nouvelles des esclaves et de Dasyus. Pendant ce temps, Puru rencontre une femme mentalement instable : c'est Anusuya qui ne se souvient de rien ; et il décide de l'emmener.
Le jour de l'arrivée de l'actuel roi de Perse, Darius III au royaume de Paurav, Puru décide de partir avec les esclaves et leurs familles afin de les emmener dans un endroit sûr, où il retrouve également Bamni.
Sumer décide de retourner au royaume de Paurav afin de reprendre une pierre précieuse  qui y a été laissée. Cependant, Kanishk capture Sumer. Pendant ce temps, à Dasyu Lok, Puru cache Anusuya dans une maison, mais en raison d'un incendie causé par son frère aîné, Hasti, tout le monde apprend ce qu'il en est d'Anusuya.
Plus tard, Mahanandani ordonne à Puru de conduire Anasuya à Magadh le lendemain. Cependant un message de Sumer l'entraîne vers le royaume de Paurva et Hasti le poursuit pour révéler l'identité de Purus devant tous dans le royaume. Quand Puru atteint Paurav, il se bat au nom des Pauravas dans une compétition amicale entre Perses et Pauravas. Il gagne et révèle finalement son identité. Hasti tombe amoureux de la Fille de Darius et la suit ; il est rattrapé par Darius et Hasti dénonce Puru à Darius.   
Shivdutt attrape Puru et le fait chanter pour échanger Sumer contre Anusuya. Puru défie Bamni mais Bamni lui ordonne de quitter le royaume de Paurav.
Pendant ce temps, Laachi  vient aider Puru ; et Darius kidnappe Anusuya. Elle se souvient alors de tout son passé. Barsine, la fille de Darius, se lie d'amitié avec Puru et lui dit perfidement que la femme folle est Anusuya et que Bamni l'a kidnappée.
Puru présume que Anusuya est morte et suppose que Bamni l'a tuée. Il défie Bamni le jour de Shivaratri et la bataille commence. Pendant ce temps, Ripudaman atteint également le royaume de Paurav et, avec Laachi, trouve Anusuya.  Ils combattent ainsi sur leur route depuis Shivdutt  Anusuya arrête la bataille et informe Puru qu'elle est sa mère et que Bamni est son père.
Pendant 20 ans, Ripudaman, ancien commandeur de l'armée de Paurav, avait élevé Puru. Bamni questionne Shivdutt et tout le monde vient à connaître la vérité. Shivdutt est condamné à 21 ans d'isolement cellulaire.
Pendant ce temps Ripudaman est gravement blessé et meurt. Puru est profondément attristé par la mort de Ripudaman, et dit à Bamani qu'il le considère toujours comme un roi et non comme un père. Anusuya explique à Bamni que Puru est en état de choc, et qu'une fois qu'il connaîtra la vérité, il se réconciliera avec Bamni.  
Puru est déclaré prince du royaume de Paurav et Anusuya conserve sa position de reine.
Maintenant Porus commence à comploter contre les Perses ; et brûle un marché persan en concentrant les rayons du soleil à travers des microscopes. Par suite, les habitants commencent à craindre le verre et le considèrent comme impie. Le commerce du verre est arrêté et tout le verre renvoyé en Perse.
Barsine réalise les véritables intentions de son père et décide d'aider Puru. Elle révèle à Puru que la cachette persane est située vers le nord. Puru découvre des tonnes et des tonnes d'or. Il pille un vaisseau persan et donne tout l'or à sa famille Pirate pour restituer le monde des pirates qui avait été détruit par Darius III. Pendant ce temps, Darius III soumet Hasti à un lavage de cerveau contre Puru et le contraint à assassiner Kanishk. Puru arrive à temps pour empêcher Hasti de commettre le meurtre. Afin de sauver la vie de Hasti, Puru prend le blâme pour lui. Considérant l'étendue du mal fait à Kanishk et encouragé par Darius III, Puru est déclaré traître par Bamni ; sa punition sera l'exécution par pendaison.  
Cependant, le jour de son exécution, Puru déclare que la mort l'a peut-être choisi mais il n'a pas choisi la mort. Il s'échappe avec Laachi en livrant un dur combat avec les soldats. Anusuya les suit ; elle et Puru partagent un moment émouvant. Puru démasque l'Archer masqué qui le suivait depuis longtemps. l'Archer  se révèle être Ambhikumar, fils d'Ambhiraj et Prince de Taxila. Puru, Laachi et Ambhikumar se dirigent vers Taxila pour rencontrer Ambhiraj et Anusuya revient à Paurav Rashtra. Pendant ce temps, Darius III persuade le roi Bamni de faire s'épouser Kanishk et Barsine.
Barsine accepte à contrecœur, mais se rappelle les mots de Puru: son père peut la sacrifier à ses intêrets. Puru atteint Taxila ; là Ambhiraj l'oblige à se battre avec un ours sauvage et finalement Puru est victorieux. Ambhiraj accepte d'aider Puru, qui construit un pont sur la rivière Jhelum reliant Taxila à Paurav Rashtra. D'un autre côté, Darius conspire contre les Pauravas et décide d'exécuter toute la famille royale lors de la nuit de noces de Barsine et Kanishk. Les soldats persans se cachent dans d'énormes boîtes à bijoux et sont transportés à Paurav Rashtra. Pendant ce temps Puru est déconcerté en découvrant qu'Ambhiraj et Darius étaient ligués, et qu'Ambhiraj avait utilisé Puru comme un pion pour atteindre Paurav Rashtra via Jhelum. Darius et Ambhiraj attaquent brutalement Puru, gardant Laachi en otage. Laachi soigne les blessures de Puru et réussit à le ramener à ses sens.
À Paurav Rashtra, le mariage de Kanishk et Barsine commence mais la cérémonie est brusquement interrompue quand Ambhiraj et toute son équipe attaquent Paurav Rashtra et que les soldats persans émergent des boîtes et cernent Pauravas. Anusuya explique à Bamni que Darius était la source de tous les problèmes et conflits ; elle avait prévenu que leurs conflits internes ressemblaient à du miel et du sucre qui attirent les insectes. De la même manière ces conflits ont attiré des étrangers comme Darius. Bamni comprend et se repent, mais Anusuya le rassure : Puru  arrivera à temps. Alors que la guerre est sur le point de commencer, Puru arrive et retient Darius au bout de son épée. Devant Bamni, il fait avouer à Darius tous ses crimes et méfaits. Cependant, Ambhiraj mène une guerre contre les Pauravas et une bataille féroce s'ensuit.
Darius demande à son armée perse de ne pas intervenir du tout. Puru se rend compte du nombre de vies perdues et prononce un discours patriotique : il est temps pour tous les Indiens de revenir et d'expulser cet étranger de leur mère patrie. Leur mère l'Inde jouira toujours de la liberté et lui, réussira à unir les Pauravas, Taxilans et Dasyus. Ainsi, Darius et les Perses sont forcés de quitter l'Inde, alors que tous les Indiens s'unissent.
Porus est maintenant prince héritier de Paurav Rashtra. Shivdutt et Kanishk commencent à comploter contre le Porus et décident de l'assassiner. Lors de la cérémonie de son couronnement, une Oracle grecque informe Porus que le destin d'Alexandre et le sien sont liés. Elle explique à Porus que le rêve d'Alexandre est de conquérir l'Inde et qu'il est en chemin. Porus comprenant toute la situation, décide d'affronter et de découvrir la faiblesse d'Alexandre, afin de le combattre. Porus avec Laachi, Hasti et Ambhikumar part pour la Perse pour en savoir plus sur les tactiques d'Alexandre. Pendant ce temps, Shivdutt nomme une vishkanya c'est-à-dire Vichuddhi, une empoisonneuse, pour assassiner Porus lors de son voyage vers la Perse. Puru et son équipe voient un village en feu et trouvent  Vishuddhi et son jeune frère Malay en vie. Vishuddhi fait de son mieux pour tuer Porus mais échoue. Au fil du temps, Porus se lie d'amitié avec Malay. Vishuddhi fait un trou dans le bateau et le bateau finit par couler.  
Cependant, tout le monde survivra. Puru sauve Vishuddhi menacée par un crocodile; et ils se rendent compte qu'ils sont à Nagari. Plus tard Vishuddhi a un changement d'humeur et elle aide Porus dans sa tentative d'atteindre la Perse. En arrivant en Perse, ils apprennent que Darius s'est enfui du champ de bataille d'Issus en laissant sa famille. Porus a l'intention d'aider Barsine et sa famille, mais Alexandre y arrive avant eux et prend la famille royale sous son contrôle.

### Histoire d'Alexandre le Grand
En Macédoine, le roi Philippe II enlève la reine Olympia. Humiliée, Olympia demande à Zeus un fils qui conquerra le monde pour elle ; ce que Zeus lui concède et ils s'accouplent, sous la forme de serpents. Olympia nomme l'enfant Alexandre.
Âgé de 20 ans, Alexandre défait le roi de Thrace en l'absence de Philippe et prouve sa force. Pendant ce temps, Arrhidaeus, le fils que Philippe a eu de son autre épouse, la Reine Philinna, devient le rival d'Alexandre. Au cours d'une bataille, Alexandre sauve la vie de Philippe, et ce dernier lui promet qu'il deviendra le prochain roi de Macédoine.
Pendant ce temps, Arrhidaeus complote pour tuer Alexandre mais échoue. Quand Philippe se réveille, il déclare qu'il épousera Cléopâtre et que leur fils deviendra le prochain roi. Alexandre s'oppose à cette décision et c'est un Philippe ivre qui ordonne à ses soldats de tuer Alexandre et Olympia.
Alexandre, son ami Héphaestion et Olympia décident de quitter provisoirement la Macédoine pour se rendre en Épire.

## Acteurs

### Les Pauravas
- Laksh Lalwani : prince Purushottam (Puru), futur roi des Pauravas[19].
- Rati Pandey : Anusuya, reine en chef des Pauravas, princesse guerrière de Taxila, mère de Porus[20].
- Aditya Redij : Bamni, Roi des Pauravas, le père de Porus[21].
- Aman Dhaliwal : Amatya Shivdutt, frère aîné du roi Bamani et son vice-ministre.
- Ashlesha Sawant : Pritha, épouse de Ripudaman Singh, mère adoptive de Puru
- Akshara Singh / Sangeeta Khanayat : reine Kadika, deuxième épouse du roi Bamni
- Savi Thakur : prince Kanishk, fils du roi Bamni et de la reine Kadika.
- Hrishikesh Pandey : Ripudaman Singh, commandant en chef de Pauravas, père adoptif de Puru[22]
- Pranav Sahay : Samar Singh, général de l'armée de Pauravas.
- Mohit Abrol : Hasti, Ripudaman Singh et  fils de Pritha[23]

### Les Grecs
- Rohit Purohit : Alexandre le Grand / Sikandar, roi de Macédoine.
- Sameksha : Olympia, reine de Macédoine, femme de Phillip et mère d'Alexander[24].
- Sunny Ghanshani : Philippe II, roi de Macédoine, père d'Alexandre[25].
- Akash Singh Rajput : Hephaestion, meilleur ami d'Alexandre et commandant en second de son armée.
- Amaad Mintoo : Prince Arrhidaeus / Phillip III Fils de Philippe et Philinna, beau-frère d'Alexandre.
- Sarehfar : Philinna, deuxième épouse du roi Philippe II.
- Nitin Joshi : Cleitus le Noir, un des généraux d'Alexandre.
- Aruna Irani : l'Oracle, une prêtresse qui agit comme médium entre les hommes et les dieux, et conseil d'Alexandre (mort)[26].
- Ruby Kakar : l'Oracle, une prêtresse grecque qui agit comme médium entre les hommes et les dieux, philosophe, prédit à Porus qu'il est censé détruire Alexander.
- Raviz Thakur : Pausanias d'Oreste, garde du corps et meurtrier de Philippe II.
- Vidvaan Sharma : Alexandre, jeune[27]

### Les Perses
- Praneet Bhat : Empereur Darius III, ancien empereur de Perse, successeur Alexandre[28].
- Riya Deepsi : Princesse Barsine, fille aînée de Darius.
- Chandan Dilawar : Muashiz, compagnon de Darius et assistant, commandant de l'armée perse.
- Vishal Patni : Farus, fils de Muashiz, commandant de l'armée perse.
- Suzanne Bernert : Ada de Caria, guerrière et Reine de Carie.
- Riyanka Chanda : Stateira, épouse de Darius et mère de Barsine et Drypetis.
- Shalini Sharma : princesse Drypetis, fille cadette de Darius.

### Les Dasyus
- Suhani Dhanki : princesse Laachi, aimée de Porus et sa future épouse, princesse de Dasyu Raj[29].
- Shraddha Musale : Mahanandini, mère de Laachi et reine matriarche de Dasyu Raj[30].
- Rishi Verma : prince Sumer, frère de Laachi, prince de Dasyu Raj.
- Chirag Jani : Arunayak, père de Laachi et roi de Dasyu Raj[31].

## Récompenses et nominations
| An   | Prix                    | Catégorie                              | Personnage                  | Résultat |
| ---- | ----------------------- | -------------------------------------- | --------------------------- | -------- |
| 2018 | Lions' Gold Awards 2018 | Actrice préférée de l'année (Critique) | Reine Anusuya (Rati Pandey) |          |
| 2018 | Lions' Gold Awards 2018 | Acteur préféré de l'année              | Porus (Laksh Lalwani)       |          |